# Clan Date
Il clan Date (伊達氏?, Date-shi) fu un lignaggio di daimyō che controllò il nord del Giappone nel tardo XVI secolo e nel periodo Edo. Il membro più famoso di questo clan fu Date Masamune, il quale pose le basi del potere della famiglia vendicando suo padre e supportando Tokugawa Ieyasu.

## Storia
Il clan dei Date fu fondato agli inizi del periodo Kamakura (1185-1333) da Isa Tomomune; nato nel distretto di Isa, nella provincia di Hitachi (adesso prefettura di Ibaraki), Isa era un discendente di Fujiwara no Uona (721-783) di 16ª generazione. Nel 1189, Minamoto no Yoritomo, il primo shōgun del periodo Kamakura, gli assegnò il distretto di Date (adesso prefettura di Fukushima) della provincia di Mutsu, per la sua assistenza durante la guerra Genpei e nella lotta per il potere fra Yoritomo e suo fratello Yoshitsune.
Durante le guerre Nanboku-cho nel 1330, il clan Date sostenne la Corte imperiale meridionale dell'imperatore Go-Daigo attraverso Kitabatake Akiie, che era stato nominato chinjufu shōgun, o comandante in capo della difesa del Nord dall'imperatore. Essendo i Date signori della guerra, essi acquisirono e persero molto potere durante il periodo Sengoku, cercando di unificare il paese, insieme ad altre potenti famiglie, ognuna delle quali faceva tutto il possibile per mantenere l'indipendenza e il dominio delle proprie terre (nel caso dei Date, l'estremo nord). Tra il 1542 ed il 1548 il clan venne indebolito notevolmente dal conflitto Tenbun, una diatriba interna tra Date Tanemune e suo figlio Harumune. Iniziò a risollevarsi quando il figlio di Harumune, Date Terumune, futuro padre di Date Masamune, divenne capo del clan. Pur non conquistando la fama o il potere di Oda Nobunaga, Uesugi Kenshin o Toyotomi Hideyoshi, i Date resistettero alle invasioni di questi signori della guerra nel nord. Masamune (1566-1636) contribuì più di tutti a questo sforzo, consolidando le famiglie del nord attraverso alleanze contro i signori della guerra più importanti.
Nel 1589, Masamune conquistò il dominio di Aizu del clan Ashina e si insediò nel castello di Kurokawa nella provincia di Wakamatsu. L'anno successivo, Hideyoshi trionfò sul clan Hōjō di Odawara e costrinse Masamune ad accontentarsi del feudo di Yonezawa (300.000 koku). Masamune ottenne poi un certo grado di indipendenza sostenendo Tokugawa Ieyasu, il quale sconfisse infine i suoi oppositori a Sekigahara.
Ieyasu diede ai Date gran parte del nord, anche se non godevano ancora della sua piena fiducia: malgrado avessero mandato rinforzi ai Tokugawa durante la battaglia di Sekigahara, i Date continuavano ad essere visti come una minaccia. Nel periodo Edo, i Date furono inquadrati come uno dei tozama o clan estraneo, in contrasto con i fudai, cioè clan i cui daimyō erano imparentati o alleati del clan Tokugawa.
Nel 1600, Ieyasu ingaggiò i Date per combattere contro Uesugi Kagekatsu e, con l'assistenza di Mogami Yoshiteru, le forze di Masamune sconfissero Naoe Kanetsugu. In riconoscenza del successo ottenuto in battaglia, Masamune ottenne i feudi in 20 distretti fino a quel momento appartenuti al clan Uesugi, e si stabilì a Sendai (che produceva 620.000 koku). Dal 1658, Masamune cambiò il nome del castello Uesugi a Iwatezawa in castello di Sendai. Il daimyō alcune volte veniva identificato con il suffisso -ko (domestico), preceduto dal luogo o dal castello in cui il signore risiedeva (per esempio Masamune era anche conosciuto come Sendai-ko).
Ben presto, scoppiò un conflitto tra i discendenti diretti di Masamune e i molti parenti e vassalli dei Date, che risiedevano in territori vicini che producevano al massimo 10.000 koku, e molti che avevano una certa influenza.
Nel 1660, Date Tsunamune fu arrestato mentre si trovava ad Edo per ubriachezza e depravazione. In virtù della loro posizione, i signori feudali venivano di solito rilasciati, ma Tsunamune fu condannato a scavare i fossati che dovevano circondare il castello di Edo. Nello stesso anno gli fu ordinato di supervisionare e pagare per migliorare il settore nord-est del fossato che correva da Megane-bashi al cancello di Ushigome. Oggi si crede che le iniziali accuse di vita licenziosa siano state pesantemente incoraggiate da alcuni vassalli e parenti del nord, i quali fecero appello al Consiglio degli Anziani di Edo affinché a Tsunamune non venisse riconosciuto il diritto di comandare e che suo figlio Tsunumura, pronipote di Masamune, diventasse il daimyō dell'han (feudo) dei Date. Tsunamura diventò quindi daimyo sotto la tutela degli zii Munekatsu e Muneyoshi. Seguirono 10 anni di violenza e conflitto nel nord, finché nel 1671 il potente Aki Muneshige, legato ai Date, si lamentò presso lo shogunato di una cattiva gestione del feudo da parte di Tsunamura e dei suoi zii. L'episodio che ne seguì fu molto complesso e drammatico, tanto da essere ricordato ancora oggi con il nome di Date sōdō (disordini dei Date) e da aver ispirato anche un'opera teatrale. Aki fu convocato a Edo ed interrogato a lungo, come molti servi dei Date; uno di questi, Harada Kai Munesuke, era un sostenitore di Tsunumura e dei suoi zii e si dice che avesse destato una pessima impressione a Edo. Mentre era a Edo, Aki s'imbatté in Harada e iniziò a riempirlo di insulti. Furono sguainate le katane, Aki fu ucciso e Harada venne a sua volta ucciso dalle sue guardie. Il verdetto ufficiale fu che Harada estrasse per primo la spada, il suo clan fu sciolto e Tsunamura fu considerato come unico daimyō del feudo dei Date, mentre i suoi zii furono puniti.
Benché i Date siano soprattutto conosciuti per il loro potere nel nord, Date Hidemune, secondogenito di Masamune, ottenne un feudo di 100.000 koku nell'isola di Shikoku.

## Genealogia del clan Date
Il clan tozama dei Date ha origine nel XII secolo nella provincia Shimōsa. Essi affermano di discendere dai Fujiwara.
I rami del clan Date sono i seguenti:
- Il ramo principale dei Date erano i daimyō di Date, nella provincia di Mutsu del XII secolo, e poi, nel 1601, trasferì la sede del clan a Sendai. Dai primi anni del XVII secolo fino al 1868, i Date hanno continuato a dominare Sendai (620.000 koku) nella provincia di Mutsu.[2] Nel periodo Meiji, il capo del ramo principale dei Date fu nobilitato a “conte ereditario”.[1]
- Questo ramo di alto livello dei Date ha prodotto una propaggine nominale o "ramo laterale". Date Tadamune (1599-1658), figlio di Masamune, ha prodotto più di un figlio. Il secondo figlio di Tadamune, Muneyoshi, riprese il nome di Tamura, un antico nome di famiglia Mutsu che era stata abbandonato da Masamune. Date Muneyoshi[4] o Tamura Muneyoshi (1637-1678) stabilì il suo dominio a Ichinoseki (30.000 koku) nella provincia di Mutsu (oggi Prefettura di Iwate), dove risiedevano i suoi discendenti fino al 1868. Il capo di questa linea è stata nobilitato come ereditario Visconte nel periodo Meiji.[1]
- Un ramo cadetto dei Date è stato creato nel 1614. Questa linea di successione del clan ha stabilito il proprio potere nel dominio di Uwajima (100.000 koku) nella provincia di Iyo.[2] Muneki Date (1817-1882) è stato un importante membro di questo ramo cadetto. Ha giocato un ruolo importante nei primi giorni della Restaurazione Meiji e fu tra i primi a sostenere con insistenza la soppressione dei poteri dello shogunato. Come capo di questa linea di clan, Muneki ed i suoi eredi sono stati nobilitati come “marchesi ereditari” nel periodo Meiji.[1]
- Un ulteriore ramo cadetto dei Date è stato creato nel 1657.[2] In quell'anno, una linea separata del clan si insediò presso il Castello di Yoshida (30.000 koku) nella provincia di Iyo. Il capo di questa linea del clan è stato nobilitato come “visconte ereditario” nel periodo Meiji.[1]

### Tempio del clan a Edo
Nel periodo Edo, Tōzen-ji era considerato il tempio di famiglia di vari clan, incluso il clan dei Date di Sendai. Altri clan che consideravano Tōzen-ji come tempio di famiglia erano: il clan Ikeda della provincia di Omi, il clan Inaba, del dominio di Usuki, nella provincia di Bungo, il clan Suwa di Shinshu, i Tamura di Ichinoseki e il clan Mōri di Şəki, di Bungo.

## Membri noti del clan

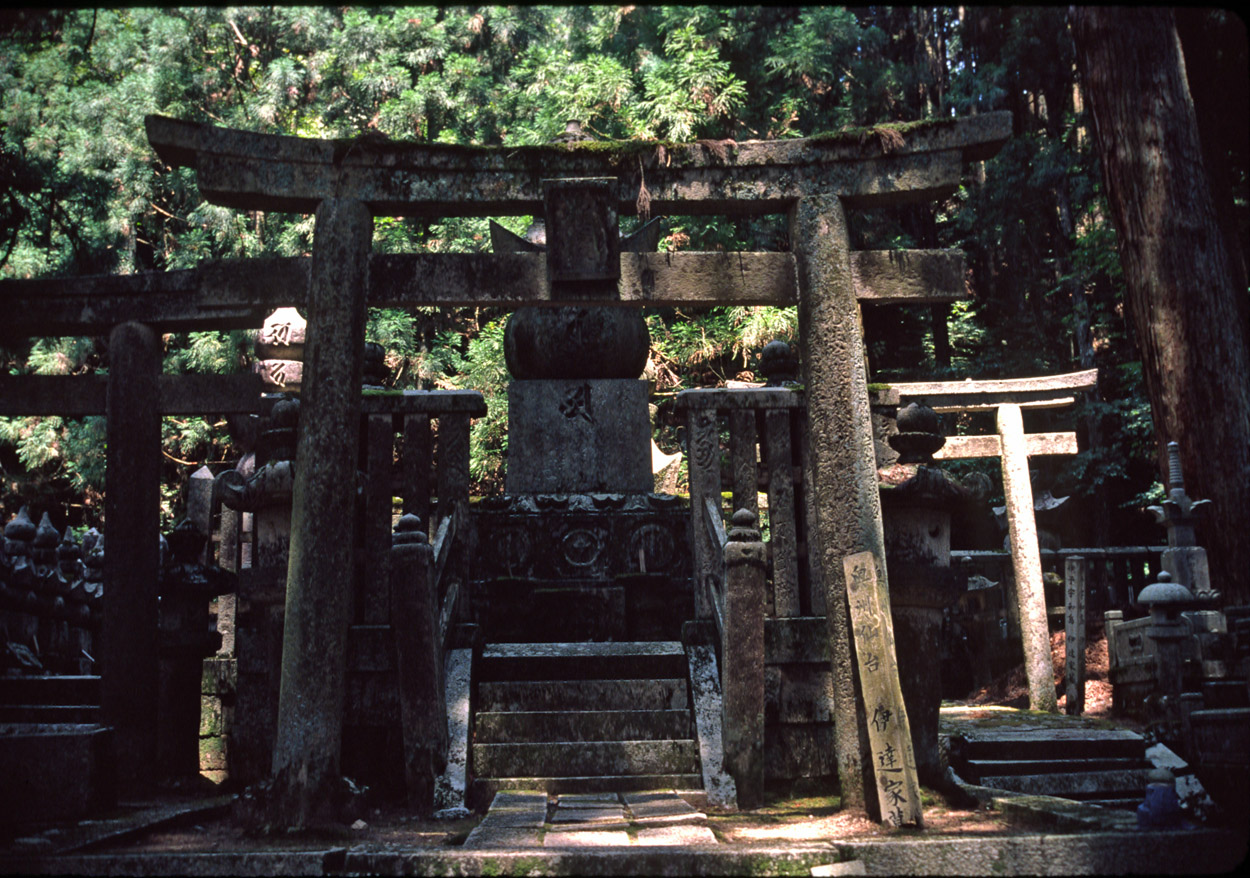
Tomba del clan Date a Ōshū Sendai, presso il Monte Kōya

I membri del clan sono elencati in base alla data di nascita:

### XIIIV secolo
- Date Tomomune (1129-1199)
- Date Munemura (1173-1251)
- Date Yoshihiro (1185-1256)
- Date Masayori (1227-1301)
- Date Munetsuna (1254-1317)
- Date Motomune (d. 1335)
- Date Yukitomo (1291-1348)

### XIV secolo
- Date Muneto (1324–1385)
- Date Masamune (14th century) (1353–1405)
- Date Ujimune (1371–1412)
- Date Mochimune (1393–1469)

### XV secolo
- Date Shigemune (1435-1487)
- Date Hisamune (1453–1514)
- Date Tanemune (1488–1565)

### XVI secolo
- Date Harumune (1519–1577)
- Date Terumune (1544-1584 o 1585) - padre di Masamune, assassinato da Hatakeyama Yoshitsugu
- Date Masamune (1567–1636) - figlio di Date Terumune, grande esponente della famiglia Date, stabilì il potere della famiglia a Sendai.
- Date Shigezane (1568-1646) - figlio di Date Sanemoto, fu uno dei più abili servitori del cugino Date Masamune.
- Date Masamichi (1578–1590) - Il suo nome è discutibile visto che non ha mai effettuato la cerimonia del genpuku.
- Date Hidemune (1591–1658) - figlio di Date Masamune, daimyo del dominio di Iyo, a Shikoku.[6]
- Date Tadamune (1599–1658) - figlio di Date Masamune
- Date Shuyu (15??-1642)
- Date Munesane (?? - ??) - figlio di Date Masamune
- Date Munekatsu - figlio di Date Masamune - guardiano di Tsunamura

### XVII secolo
- Date Munetomo - figlio di Date Munekatsu
- Date Munetsuna (1603–1618)
- Date Munenobu (1603–1627)
- Date Munehiro (1612–1644)
- Date Munetoki (1615–1653)
- Date Torachiyomaru (1624–1630)
- Date Muneyoshi (1625–1678) - figlio di Date Tadamune - guardiano di Tsunamura.
- Date Mitsumune (1627–1645) - figlio di Date Tadamune.[7]
- Date Munetoshi (1634–1708)
- Date Munezumi (1636–1708)
- Date Sourin (1640–1670)
- Date Tsunamune (1640–1711) - figlio di Date Tadamune - daimyo per un po' di tempo, rimosso dalla successione in favore di Tsunamura, suo figlio.
- Date Munefusa (1646–1686)
- Date Tsunamura (1659–1719) - figlio di Date Tsunamune - daimyo la cui successione condusse ai disordini dei Date.
- Date Munenori (1673–1694)
- Date Yoshimura (1680–1751)
- Date Muratoyo (1682–1737)
- Date Muraoki (1683–1767)
- Date Muranari (1686–1726)
- Date Murasen (1698–1744)

### XVIII secolo
- Date Murasumi (1717–1735)
- Date Muranobu (1720–1765)
- Date Murakata (1745–1790)
- Date Murayoshi (1778–1820)

### XIX secolo e dopo la restaurazione Meiji
- Date Yoshitaka (1812–1862)
- Date Muneki (1817–1882)[1]
- Date Munenari (1818–1892)
- Date Yoshikuni (1825–1874)
- Date Kunninei (1830–1874)
- Date Kuninao (1834–1891)
- Date Kuninari (1841–1904)
- Date Munemoto (1866–1917)
- Date Takeshiro (1868–1908)
- Date Kunimune (1870–1923)

### XX secolo
- Date Okimune (1906–1947)
- Date Munehide (1908–1964)
- Date Munemi (1918–1982)
- Date Sadamune (1937 – 1981)
- Date Yasumune (1959-vivente)

### Rami Derivati
I seguenti sono nati nel clan Date ma assunsero il cognome della famiglia da cui furono adottati:
- Tamura Muneyoshi (1637-1678)[8]
- Tamura Takeaki (1656-1708) - primo daimyo del feudi di Tamura, a Ichinoseki[8]
- Tamura Akihiro (1659-1696)
- Tamura Akinao (1662-1706)
- Tamura Akinori (1664-1733)
- Tamura Haruchiyo (1686-1693)
- Tamura Nobuaki (1703-1725)
- Tamura Muranobu (1723-1777)
- Shiraishi Gorokichi (1638-1644)
- Uesugi Yoshifusa (1720-1742)
- Uesugi Yoshitoki (1742-1784)
- Uesugi Yoshinaga (?-?)
- Uesugi Yositatsu (?-?)
- Uesugi Yoshimasa (?-?)
- Usesugi Yoshitoyo (?-1861)

## Servitori e Vassalli
Questi samurai erano vassalli del clan Date. Anch'essi sono elencati per data di nascita:

### Oniniwa
- Oniniwa Motozane (14??-15??)
- Oniniwa Yoshinao (1513-1585)
- Masuda Kita (1539-16??)
- Moniwa Tsunamoto (1549-1640) - Toyotomi Hideyoshi cambiò il suo cognome in "Moniwa" come nuovo nome per il clan Oniniwa.
- Moniwa Yoshimoto (1575-1663)
- Harada Tsutame (1598?-1671) - Moglie di Yoshimoto

### Katakura
- Katakura Kagetsuna

### Rusu
- Rusu Masagake

### Shiroishi
- Shiroishi Munezane